# Lac de Souliers
Le lac de Souliers est un lac des Hautes-Alpes, situé dans le massif du Queyras, à 2 492 m d'altitude.
Le lac est accessible depuis Brunissard, par un sentier qui emprunte dans sa première partie le tracé du GR 58 VI. Il est par ailleurs accessible depuis le hameau de Souliers, appartenant à la ville de Château-Ville-Vieille.
Du lac, on profite d'une belle vue panoramique sur le Queyras, dominée par la silhouette du mont Viso.